# Vorderthal
Vorderthal är en ort och kommun i distriktet March i kantonen Schwyz, Schweiz. Kommunen har 1 002 invånare (2023).